# 1924年シャモニー・モンブランオリンピックのフィンランド選手団
1924年シャモニー・モンブランオリンピックのフィンランド選手団（1924ねんシャモニー・モンブランオリンピックのフィンランドせんしゅだん）は、1924年1月25日から2月5日までフランスのシャモニーで開催された1924年シャモニー・モンブランオリンピックのフィンランド選手団、およびその競技結果。

## 概要
今大会は、金メダル4個、銀メダル4個、銅メダル3個、計11個のメダルを獲得した。
スピードスケートでは、クラス・ツンベルグが男子1500m、3000m、総合で金メダルを獲得し3冠を達成した。

## メダル
| メダル | 選手名                                                                                      | 競技                   | 種目       |
| ------ | ------------------------------------------------------------------------------------------- | ---------------------- | ---------- |
| 金     | クラス・ツンベルグ                                                                          | スピードスケート       | 男子1500m  |
| 金     | クラス・ツンベルグ                                                                          | スピードスケート       | 男子3000m  |
| 金     | ユリウス・スクートナブ                                                                      | スピードスケート       | 男子10000m |
| 金     | クラス・ツンベルグ                                                                          | スピードスケート       | 男子総合   |
| 銀     | アウグスト・エスケリネン ヘイッキ・ヒルボネン マルッティ・ラッパライネン ヴェイノ・ブレメル | ミリタリーパトロール   | 男子       |
| 銀     | ユリウス・スクートナブ                                                                      | スピードスケート       | 男子5000m  |
| 銀     | クラス・ツンベルグ                                                                          | スピードスケート       | 男子10000m |
| 銀     | ルドビカ・エイラース ウォルター・ヤコブソン                                                 | フィギュアスケート     | ペア       |
| 銅     | タパニ・ニク                                                                                | クロスカントリースキー | 男子18km   |
| 銅     | クラス・ツンベルグ                                                                          | スピードスケート       | 男子500m   |
| 銅     | ユリウス・スクートナブ                                                                      | スピードスケート       | 男子総合   |